# Gajdarbek Gajdarbekov
Gajdarbek Abdulaevič Gajdarbekov (in russo Гайдарбек Абдулович Гайдарбеков?; Kaspijsk, 6 ottobre 1976) è un ex pugile russo.

## Palmarès

### Olimpiadi
- 2 medaglie:
  - 1 oro (Atene 2004 nei pesi medi)
  - 1 argento (Sydney 2000 nei pesi medi)

### Europei
- 1 medaglia:
  - 1 oro (Pula 2004 nei pesi medi)